# St Mary (Dennington)

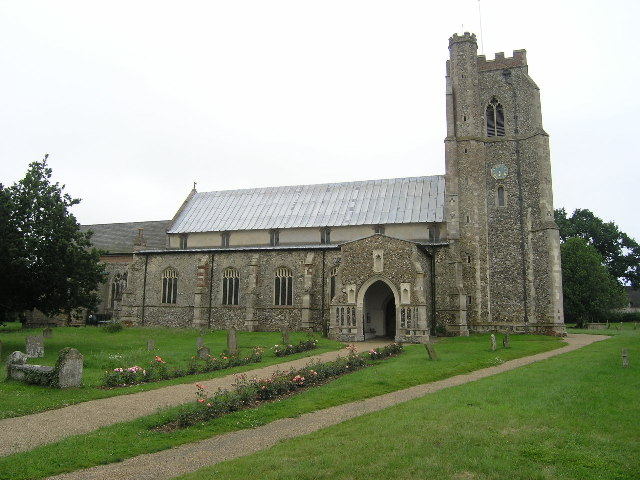
St Mary, Dennington (Foto: Church crawler)

St Mary in Dennington ist die anglikanische Pfarrkirche von Dennington in der Grafschaft Suffolk in England.

## Geschichte
Die mittelalterliche Kirche diente als Grabstätte für die Familie Phelip (später Barone Bardolf (Bardolph), darunter der 1441 verstorbene William Phelip, 6th Baron Bardolf, der in der Schlacht von Azincourt für König Heinrich V. gekämpft hatte), die Denningham Court bewohnten.

## Bau und Anlage

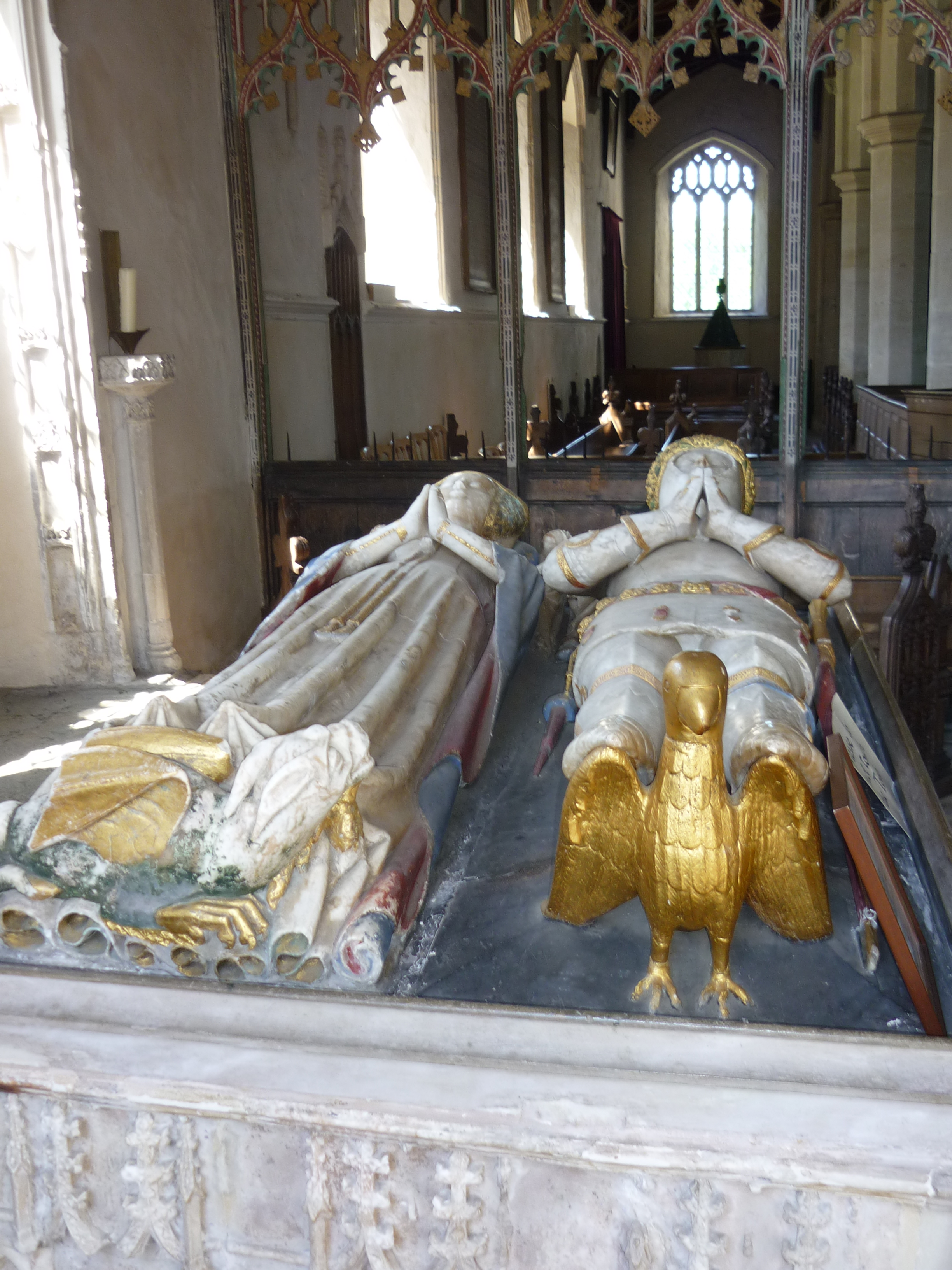
Grabmal von Lord Bardolf

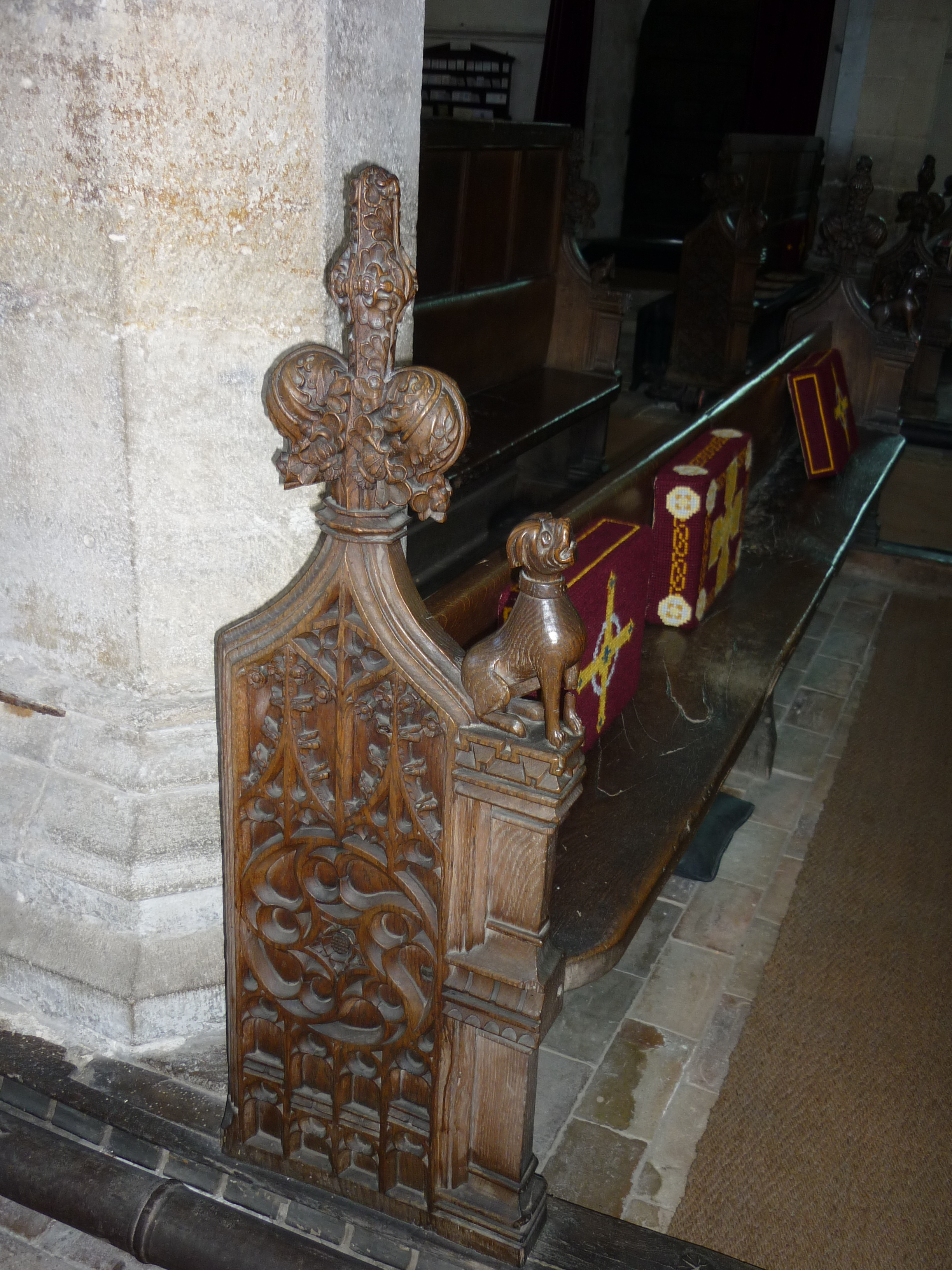
Wange des Kirchengestühls mit "poppyhead"

Die dreischiffige Kirche besitzt einen Chor und einen quadratischen, zinnenbekrönten Westturm sowie einen Chor im Decorated Style.
Bemerkenswert ist die Ausstattung. Die 76 Wangen des Kirchengestühls sind mit „poppyheads“ in Form von Laubwerk, Vögeln und Figuren mit mythologisch-symbolischer Bedeutung verziert, darunter einem Skiapoden (Schattenfüßler).
Die nördliche und die südliche Kapelle werden durch spätgotische Maßwerkgitter abgeteilt. In der südlichen Kapelle steht das Alabastergrabmal von Lord Bardolf in voller Ritterrüstung und seiner Gattin mit bestickter gotischer Haube. Die Ruhekissen werden von Engeln gehalten. Ein heraldischer Drache bewacht das Fußende.